# Tour Majunga
A Tour Majunga felhőkarcoló a Párizs melletti La Défense üzleti központban. Puteaux önkormányzathoz tartozik. 
Ennek az új generációs toronynak az építésze Jean-Paul Viguier. Fejlesztője és promotere az Unibail-Rodamco. A tornyot 2014. szeptember 25-én avatták fel.
Az Unibail-Rodamco hosszú távú bérleti szerződést kötött az Axa Investment Managers-rel a torony alsó tizennyolc szintjére. A Deloitte a torony 21–39. emeletét foglalja el.